# سکوئیم (واشینگتن)
سکوئیم (به انگلیسی: Sequim) شهری در شهرستان کلالام، ایالت واشنگتن است که در سرشماری سال ۲۰۱۰ میلادی، ۶۶۰۶ نفر جمعیت داشته است. 